# Mountainbike-Weltmeisterschaften 2010
Die 23. Mountainbike-Weltmeisterschaften fanden vom 31. August bis 5. September 2010 in Mont Sainte-Anne in Kanada statt. Es standen Entscheidungen in den Disziplinen Cross Country, Downhill, Four Cross und Trial auf dem Programm.

## Cross Country

### Männer
| Platz | Land | Sportler              | Zeit       |
| ----- | ---- | --------------------- | ---------- |
| 1     | ESP  | José Antonio Hermida  | 1:52:26 h  |
| 2     | CZE  | Jaroslav Kulhavý      | + 0:29 min |
| 3     | RSA  | Burry Stander         | + 1:10 min |
| 4     | SUI  | Nino Schurter         | + 2:03 min |
| 5     | FRA  | Julien Absalon        | + 2:23 min |
| 6     | ESP  | Carlos Coloma Nicolás | + 2:43 min |
| 7     | GBR  | Liam Killeen          | + 2:51 min |
| 8     | CAN  | Geoff Kabush          | + 3:58 min |

Datum: 4. September 2010, 14:00 Uhr

Länge: 33,0 km
Insgesamt erreichten 80 Fahrer das Ziel; fünf gaben auf.
Der amtierende Weltmeister Nino Schurter hatte während des Wettkampfes zwei Defekte und verlor dadurch den Anschluss an die Spitze.

### Frauen
| Platz | Land | Sportlerin        | Zeit       |
| ----- | ---- | ----------------- | ---------- |
| 1     | POL  | Maja Włoszczowska | 1:48:21 h  |
| 2     | RUS  | Irina Kalentieva  | + 0:48 min |
| 3     | USA  | Willow Koerber    | + 0:52 min |
| 4     | CAN  | Catharine Pendrel | + 0:54 min |
| 5     | AUT  | Elisabeth Osl     | + 2:00 min |
| 6     | USA  | Heather Irmiger   | + 2:03 min |
| 7     | POL  | Anna Szafraniec   | + 2:16 min |
| 8     | GER  | Sabine Spitz      | + 2:32 min |

Datum: 4. September 2010, 11:00 Uhr

Länge: 26,0 km
Insgesamt erreichten 60 Fahrerinnen das Ziel; sieben gaben auf.

### Männer U23
| Platz | Land | Sportler             | Zeit       |
| ----- | ---- | -------------------- | ---------- |
| 1     | SUI  | Mathias Flückiger    | 1:45:15 h  |
| 2     | SUI  | Thomas Litscher      | + 0:30 min |
| 3     | SUI  | Patrik Gallati       | + 1:04 min |
| 4     | FRA  | Alexis Vuillermoz    | + 1:49 min |
| 5     | ITA  | Gerhard Kerschbaumer | + 3:28 min |
| 6     | POL  | Marek Konwa          | + 3:37 min |
| 7     | SUI  | Martin Fanger        | + 3:53 min |
| 8     | BEL  | Ruben Scheire        | + 4:25 min |

Datum: 3. September 2010, 14:00 Uhr

Länge: 30,6 km
58 Fahrer erreichten das Ziel; acht gaben auf.

### Frauen U23
| Platz | Land | Sportlerin         | Zeit       |
| ----- | ---- | ------------------ | ---------- |
| 1     | SWE  | Alexandra Engen    | 1:30:33 h  |
| 2     | GBR  | Annie Last         | + 0:43 min |
| 3     | POL  | Paula Gorycka      | + 3:04 min |
| 4     | SLO  | Tanja Žakelj       | + 3:31 min |
| 5     | CAN  | Emily Batty        | + 3:49 min |
| 6     | FRA  | Fanny Bourdon      | + 4:33 min |
| 7     | HUN  | Barbara Benko      | + 4:46 min |
| 8     | SUI  | Kathrin Stirnemann | + 5:09 min |

Datum: 2. September 2010, 10:00 Uhr

Länge: 21,4 km
34 Fahrerinnen erreichten das Ziel; zwei gaben auf.

### Junioren
| Platz | Land | Sportler                | Zeit       |
| ----- | ---- | ----------------------- | ---------- |
| 1     | NED  | Michiel van der Heijden | 1:33:54 h  |
| 2     | FRA  | Julien Trarieux         | + 1:48 min |
| 3     | GER  | Julian Schelb           | + 2:14 min |
| 4     | ITA  | Maximilian Vieider      | + 2:35 min |
| 5     | BEL  | Jeff Luyten             | + 2:39 min |
| 6     | FRA  | Marvin Gruget           | + 3:06 min |
| 7     | SUI  | Roger Walder            | + 3:38 min |
| 8     | FRA  | Alrick Martin           | + 4:06 min |

Datum: 3. September 2010, 11:00 Uhr

Länge: 26,0 km
65 Fahrer erreichten das Ziel; zehn gaben auf.

### Juniorinnen
| Platz | Land | Sportlerin             | Zeit       |
| ----- | ---- | ---------------------- | ---------- |
| 1     | FRA  | Pauline Ferrand-Prévot | 1:20:33 h  |
| 2     | UKR  | Jana Belomoina         | + 0:47 min |
| 3     | GER  | Helen Grobert          | + 1:21 min |
| 4     | CHN  | Bai Yue                | + 1:43 min |
| 5     | BEL  | Elise Marchal          | + 2:42 min |
| 6     | CZE  | Karolina Kalasova      | + 5:18 min |
| 7     | AUT  | Lisa Mitterbauer       | + 6:02 min |
| 8     | FRA  | Cecile Delaire         | + 7:25 min |

Datum: 1. September 2010, 14:00 Uhr

Länge: 16,8 km
26 Fahrerinnen erreichten das Ziel; sechs gaben auf.

### Staffel
| Platz | Land | Sportler                                                                  | Zeit       |
| ----- | ---- | ------------------------------------------------------------------------- | ---------- |
| 1     | SUI  | Thomas Litscher Roger Walder Ralph Näf Katrin Leumann                     | 1:06:00 h  |
| 2     | GER  | Manuel Fumic Julian Schelb Marcel Fleschhut Sabine Spitz                  | + 0:18 min |
| 3     | CZE  | Jaroslav Kulhavý Ondřej Cink Tomáš Paprstka Kateřina Nash                 | + 0:41 min |
| 4     | FRA  | Fabien Canal Julien Tharieux Cédric Ravanel Cécile Ravanel                | + 1:02 min |
| 5     | ITA  | Marco Aurelio Fontana Maximilian Vieider Eva Lechner Gerhard Kerschbaumer | + 1:55 min |
| 6     | RUS  | Irina Kalentjewa Sergei Nikolajew Anton Stepanow Jewgeni Petschenin       | + 2:16 min |
| 7     | NED  | Marco Minnaard Rudi van Houts Laura Turpijn Michiel van der Heijden       | + 2:43 min |
| 8     | CAN  | Max Plaxton Francis Morin Antoine Caron Mical Dyck                        | + 3:53 min |

Datum: 1. September 2010, 11:00 Uhr

Länge: 18,4 km
Insgesamt erreichten 17 Teams das Ziel. Schweden gab an siebter Stelle liegend auf und die brasilianische Staffel ging nicht an den Start.

## Downhill

### Männer
| Platz | Land | Sportler      | Zeit        |
| ----- | ---- | ------------- | ----------- |
| 1     | AUS  | Samuel Hill   | 4:37,93 min |
| 2     | CAN  | Steve Smith   | + 2,63 s    |
| 3     | RSA  | Greg Minnaar  | + 3,00 s    |
| 4     | USA  | Aaron Gwin    | + 4,08 s    |
| 5     | GBR  | Gee Atherton  | + 4,71 s    |
| 6     | GBR  | Mark Beaumont | + 7,59 s    |
| 7     | GBR  | Steve Peat    | + 7,61 s    |
| 8     | GBR  | Danny Hart    | + 7,87 s    |

Datum: 5. September 2010, 14:00 Uhr

Insgesamt nahmen 61 Fahrer am Wettkampf teil.

### Frauen
| Platz | Land | Sportler        | Zeit        |
| ----- | ---- | --------------- | ----------- |
| 1     | GBR  | Tracy Moseley   | 5:17,47 min |
| 2     | FRA  | Sabrina Jonnier | + 7,50 s    |
| 3     | FRA  | Emmeline Ragot  | + 10,64 s   |
| 4     | FRA  | Floriane Pugin  | + 12,34 s   |
| 5     | JPN  | Mio Suemasa     | + 12,79 s   |
| 6     | FRA  | Myriam Nicole   | + 13,98 s   |
| 7     | GBR  | Rachel Atherton | + 16,33 s   |
| 8     | USA  | Leigh Donovan   | + 16,58 s   |

Datum: 5. September 2010, 13:00 Uhr

Insgesamt nahmen 24 Fahrerinnen am Wettkampf teil; 23 davon konnten ihn beenden.

### Junioren
| Platz | Land | Sportler               | Zeit        |
| ----- | ---- | ---------------------- | ----------- |
| 1     | AUS  | Troy Brosnan           | 4:50,71 min |
| 2     | USA  | Neko Mulally           | + 0,06 s    |
| 3     | GBR  | Lewis Buchanan         | + 9,05 s    |
| 4     | NZL  | George Brannigan       | + 12,37 s   |
| 5     | SWE  | Oliwer Kangas          | + 14,90 s   |
| 6     | NOR  | Zakarias Blom Johansen | + 18,22 s   |
| 7     | FRA  | Ludovic Oget           | + 19,13 s   |
| 8     | RSA  | Timothy Bentley        | + 20,12 s   |

Datum: 5. September 2010, 10:30 Uhr

Insgesamt nahmen 27 Fahrer am Wettkampf teil; 45 davon konnten ihn beenden.

### Juniorinnen
| Platz | Land | Sportler           | Zeit          |
| ----- | ---- | ------------------ | ------------- |
| 1     | CAN  | Lauren Rosser      | 5:59,55 min   |
| 2     | FRA  | Fanny Lombard      | + 13,95 s     |
| 3     | FRA  | Julie Berteaux     | + 20,19 s     |
| 4     | AUS  | Holly Baarspul     | + 27,78 s     |
| 5     | NZL  | Sarah Atkin        | + 28,02 s     |
| 6     | NZL  | Charlotte Clouston | + 48,05 s     |
| 7     | CAN  | Kelsey Begg        | + 1:00,09 min |
| 8     | AUS  | Emily Hockey       | + 1:08,98 min |

Datum: 5. September 2010, 10:30 Uhr

Insgesamt nahmen 10 Fahrerinnen am Wettkampf teil.

## Four Cross

### Männer
| Platz | Land | Sportler           |
| ----- | ---- | ------------------ |
| 1     | CZE  | Tomáš Slavík       |
| 2     | AUS  | Jared Graves       |
| 3     | CZE  | Michal Prokop      |
| 4     | SUI  | Roger Rinderknecht |
| 5     | NED  | Joost Wichman      |
| 6     | GER  | Johannes Fischbach |
| 7     | USA  | Barry Nobles       |
| 8     | SVK  | Filip Polc         |

Datum: 3. September 2010, 9:00 Uhr
Insgesamt nahmen 32 Fahrer am Wettkampf teil.

### Frauen
| Platz | Land | Sportlerin                    |
| ----- | ---- | ----------------------------- |
| 1     | AUS  | Caroline Buchanan             |
| 2     | CZE  | Jana Horakova                 |
| 3     | CZE  | Romana Labounková             |
| 4     | GBR  | Katy Curd                     |
| 5     | BRA  | Luana Maria De Souza Oliveira |
| 6     | AUT  | Anita Molcik                  |
| 7     | AUS  | Sarsha Huntington             |
| 8     | GBR  | Fionn Griffiths               |

Datum: 3. September 2010, 9:00 Uhr
Insgesamt nahmen 16 Fahrerinnen am Wettkampf teil.

## Trials

### Männer 26"
| Platz | Land | Sportler              | Punkte   |
| ----- | ---- | --------------------- | -------- |
| 1     | BEL  | Kenny Belaey          | 25       |
| 2     | ESP  | Benito Ros Charral    | 39 (1x0) |
| 3     | FRA  | Marc Caisso           | 39 (0x0) |
| 4     | ESP  | Abel Mustieles Garcia | 42       |
| 5     | FRA  | Gilles Coustellier    | 43       |
| 6     | GBR  | Ben Savage            | 48       |
| 7     | CAN  | John Webster          | 53       |
| 8     | FRA  | Vincent Hermance      | 22 (DNF) |

Datum: 5. September 2010
Insgesamt nahmen 31 Fahrer am Wettkampf teil.

### Männer 20"
| Platz | Land | Sportler              | Punkte        |
| ----- | ---- | --------------------- | ------------- |
| 1     | ESP  | Benito Ros Charral    | 22            |
| 2     | ESP  | Abel Mustieles Garcia | 31            |
| 3     | NED  | Rick Koekoek          | 43            |
| 4     | ESP  | Carles Diaz Codina    | 49            |
| 5     | SUI  | Loris Braun           | 50            |
| 6     | GER  | Matthias Mrohs        | 54 (1x2 ½F:3) |
| 7     | GBR  | Ben Savage            | 54 (1x2 ½F:6) |
| 8     | FRA  | Aurélien Fontenoy     | 54 (0x2)      |

Datum: 4. September 2010
Insgesamt nahmen 19 Fahrer am Wettkampf teil; 18 davon konnten ihn beenden.

### Frauen
| Platz | Land | Sportlerin           | Punkte |
| ----- | ---- | -------------------- | ------ |
| 1     | ESP  | Gemma Abant Condal   | 15     |
| 2     | SUI  | Karin Moor           | 23     |
| 3     | SVK  | Tatiana Janickova    | 34     |
| 4     | ESP  | Mireira Abant Condal | 35     |
| 5     | POL  | Sonia Klich          | 48     |
| 6     | GER  | Andrea Wesp          | 53     |
| 7     | POL  | Stefania Staszel     | 62     |

Datum: 3. September 2010

### Junioren 26"
| Platz | Land | Sportler           | Punkte  |
| ----- | ---- | ------------------ | ------- |
| 1     | ESP  | Ion Areitio Agirre | 9 (8x0) |
| 2     | SUI  | David Bonzon       | 9 (3x0) |
| 3     | FRA  | Maxime Tolu        | 11      |
| 4     | FRA  | Marius Merger      | 18      |
| 5     | ESP  | Rafael Tibau Roura | 20      |
| 6     | FRA  | Valentin Gaucher   | 24      |
| 7     | FRA  | Morgan Vassor      | 26      |
| 8     | GBR  | Sam Oliver         | 35      |

Datum: 5. September 2010
Insgesamt nahmen 12 Fahrer am Wettkampf teil.

### Junioren 20"
| Platz | Land | Sportler           | Punkte   |
| ----- | ---- | ------------------ | -------- |
| 1     | ESP  | Ion Areitio Agirre | 14       |
| 2     | GER  | Raphael Pils       | 15       |
| 3     | FRA  | Marius Merger      | 20       |
| 4     | GBR  | Sam Oliver         | 33       |
| 5     | POL  | Filip Mrugala      | 34       |
| 6     | FRA  | Morgan Vassor      | 43 (2x1) |
| 7     | SUI  | David Bonzon       | 43 (1x1) |
| 8     | GER  | Robin Fix          | 52       |

Datum: 4. September 2010
Insgesamt nahmen 11 Fahrer am Wettkampf teil.

## Medaillenspiegel
| Platz | Land               | Gold | Silber | Bronze | Gesamt |
| ----- | ------------------ | ---- | ------ | ------ | ------ |
| 1     | Spanien            | 5    | 2      | -      | 7      |
| 2     | Australien         | 3    | 1      | -      | 4      |
| 3     | Schweiz            | 2    | 3      | 1      | 6      |
| 4     | Frankreich         | 1    | 3      | 5      | 9      |
| 5     | Tschechien         | 1    | 2      | 3      | 6      |
| 6     | Niederlande        | 1    | -      | 1      | 2      |
|       | Polen              | 1    | -      | 1      | 2      |
| 8     | Belgien            | 1    | -      | -      | 1      |
|       | Schweden           | 1    | -      | -      | 1      |
| 10    | Deutschland        | -    | 2      | 2      | 4      |
| 11    | Vereinigte Staaten | -    | 1      | 1      | 2      |
| 12    | Russland           | -    | 1      | -      | 1      |
|       | Ukraine            | -    | 1      | -      | 1      |
| 14    | Slowakei           | -    | -      | 1      | 1      |
|       | Südafrika          | -    | -      | 1      | 1      |